# MJ (ca sĩ Hàn Quốc)
Đây là một tên người Triều Tiên, họ là Kim.
Kim Myung Jun (Hangul: 김명준; Hanja: 金明俊; Hán Việt: Kim Minh Tuấn, sinh ngày 5 tháng 3 năm 1994), thường được biết đến với nghệ danh MJ (Hangul: 엠제이), là một nam ca sĩ, nhạc sĩ, diễn viên người Hàn Quốc. Anh hiện đang là thành viên của nhóm nhạc ASTRO thuộc công ty Fantagio Music ra mắt vào năm 2016. Anh đảm nhận vai trò giọng ca chính và cũng là anh cả của nhóm.

## Tiểu sử
MJ sinh ra ở thành phố Anyang, Suwon tỉnh Gyeonggi, Hàn Quốc. Anh tốt nghiệp Trung học Jinjeop  (Một trường cấp ba ở Namyangju, Gyeonggi, Suwon, Hàn Quốc) và là sinh viên Trường đại học Global Cyber, chuyên ngành Phát thanh giải trí.
Anh là con út trong nhà, trên MJ còn có một anh trai là vận động viên.
MJ yêu thích trái cây, các loại nước ép đặc biệt là nước ép từ trái hồng. Cực kỳ yêu thích sushi.

## Sự nghiệp
Trước khi gia nhập Fantagio, MJ từng tham gia cuộc tuyển chọn của JYP Entertainment cùng Donghyuk của iKON, Yang Hongseok, và nam diễn viên Kim Jisoo.
Năm 2012, anh cũng tham gia cuộc tuyển chọn do JYP hợp tác cùng HUM và đã giành được học bổng 1 năm từ Đại học Quốc gia Hàn Quốc.
MJ là thành viên có thời gian thực tập ngắn nhất trong ASTRO (2 năm).
Năm 2015, lần đầu tiên ra mắt khán giả thông qua web-drama "To Be Continued"
Ngày 23 tháng 2 năm 2016, chính thức ra mắt trong ASTRO với vai trò giọng ca chính.
Năm 2020, anh tham gia chương trình ca nhạc thực tế của đài MBC "Favorite Entertainment" và được lựa chọn làm thành viên cho nhóm nhạc đầu tiên - SUPER FIVE. Nhóm nhạc thần tượng 5 thành viên theo đuổi dòng nhạc Trot. Anh đã dùng tên thật Kim Myung Jun để hoạt động tại nhóm thứ 2, đảm nhận vai trò visual của nhóm.
Ngày 3 tháng 11 năm 2021, MJ ra mắt solo với album "Happy Virus" , bài hát chính Get set yo được sáng tác bởi Yong Tak thuộc thể loại semi-trot và đã trở thành thần tượng K-pop đầu tiên chiến thắng trên show âm nhạc The Trot Show.
Ngày 28 tháng 1 năm 2022, trong thời gian tham gia nhạc kịch Jack the Ripper, MJ buộc phải tạm ngưng hoạt động do lý do sức khỏe 
Ngày 09 tháng 4 năm 2022, MJ đã thông báo về việc nhập ngũ. Anh đã ứng tuyển để thực hiện nghĩa vụ Quân sự trong Ban nhạc Quân đội từ ngày 9 tháng 5 năm 2022 đến ngày 8 tháng 11 năm 2023.

## Hoạt động cá nhân

### Bài hát
| Năm  | Ngày        | Tiêu đề                     | Ca sĩ                                        | Album                                                                   |
| ---- | ----------- | --------------------------- | -------------------------------------------- | ----------------------------------------------------------------------- |
| 2017 | 13 tháng 11 | Fly day                     | Cùng với Moonbin (ASTRO) và nhiều ca sĩ khác | Thế vận hội mùa đông Pyeongchang năm 2018                               |
| 2018 | 29 tháng 8  | Like Today                  | MJ & Lucy (Weki Meki)                        | FM201.8 – 08 Hz                                                         |
| 2019 | 05 tháng 2  | You're My Everything        | MJ                                           | 하나뿐인 내편 (Chỉ anh bên em) OST                                      |
| 2019 | 14 tháng 6  | Cheok Cheok (Don't Pretend) | MJ cùng với JinJin, Rocky                    | ASTRO the 2nd ASTROAD to Seoul [STAR LIGHT]                             |
| 2020 | 3 tháng 4   | Spring Day (Love)           | MJ                                           | 유별나! 문셰프 (Đầu bếp lập dị) OST                                     |
| 2020 | 15 tháng 8  | Hello                       | Nhóm Trot - Super Five                       |                                                                         |
| 2020 | 22 tháng 8  | All eyes on me              | Nhóm Trot - Super Five                       |                                                                         |
| 2020 | 19 tháng 8  | Tears Rain                  | Kim Myungjun cover                           | SUPER FIVE concert ''Hello Goodbye"                                     |
| 2021 | 3 tháng 11  | 계세요 (Get Se Yo)          | MJ                                           | Là bài hát chủ đề nằm trong album solo "Happy Virus" thể loại semi-trot |
| 2021 | 3 tháng 11  | Valet Parking               | MJ                                           | Bài hát thuộc album "Happy Virus"                                       |
| 2022 | 5 tháng 5   | Walking in the memory       | MJ                                           | 춘정지란 (Love in Spring) OST đặc biệt                                  |

Giải thưởng và đề cử
| Năm  | Ngày        | Chương trình  | Đài | Bài hát   | Điểm |
| ---- | ----------- | ------------- | --- | --------- | ---- |
| 2021 | 29 tháng 11 | The Trot show | SBS | Get Se Yo | 7579 |

### Drama
| Năm  | Ngày phát sóng | Tên Phim           | Vai                                        | Đài               | Chú thích                         |
| ---- | -------------- | ------------------ | ------------------------------------------ | ----------------- | --------------------------------- |
| 2015 | 18 tháng 8     | To Be Continued    | MJ                                         | NAVER tvcast      | Web drama cùng ASTRO              |
| 2019 | 25 tháng 10    | Soul Plate         | Laoinel, thiên sứ phụ trách đồ tráng miệng | Naver TV, YouTube | Web drama cùng ASTRO              |
| 2021 | 9 tháng 11     | Find Me If You Can | Seol Yoo Hwan                              | INSSAOPA G        | Web drama cùng Rocky, Han Gi Chan |

### Chương trình truyền hình và chương trình thực tế
| Năm  | Tên chương trình                                                                  | Vai trò                                                | Nhà đài                                | Ghi chú |
| 2016 | 1 vs 100                                                                          | Khách mời                                              | KBS2                                   | Cùng Cha Eunwoo và Moonbin |
| 2016 | Employment Agency                                                                 | Khách mời                                              | tvN                                    | Tập 3 |
| 2016 | Chúng ta đã kết hôn                                                               |                                                        | MBC                                    | Số phát sóng ngày 5/11 |
| 2017 | Duet song festival                                                                | Khách mời                                              | MBC                                    | Tập 40 Cùng với Yoon Sanha |
| 2017 | Doni's Hit Maker mùa 3                                                            | Thí sinh                                               | MBC Every 1                            | Tập 04 Cùng với JinJin và MoonBin                                                                                                   |
| 2017 | Weekly Idol - First Mask Idol                                                     | Khách mời                                              | MBC                                    | Tập 291 |
| 2018 | "Biệt đội không ngừng cổ vũ" - Asian Game 2018 (trận bóng đá Hàn Quốc - Việt Nam) | Khách mời                                              | KBS my K                               | Cùng với Rocky |
| 2018 | Phải đi mới biết                                                                  | Thành viên đoàn                                        | SBS of FunE                            | Từ tập 01- 06 Tại Nha Trang (Việt Nam). Cùng với Jin Ju, Hyomin, Heo Kyung Hwan, Kang Tae Oh                                        |
| 2018 | MOMOPLAY                                                                          | Khách mời                                              | SBS Star                               | Tập 08 Cùng với Yoon SanHa |
| 2019 | IQS mùa 2                                                                         | Đội chủ nhà                                            | 잼플리 Jamfully                        | Từ tập 01- 10 Cùng với Jung Ilhoon (BTOB), Chuu (Loona)                                                                             |
| 2019 | Blanket Kick at Night                                                             | MC                                                     | tvN                                    | Từ tập 1 - 10 Cùng với Yoon Sanha                                                                                                   |
| 2019 | Go Together Travel Alone                                                          |                                                        | TV Chosun                              | Đảo Saipan |
| 2019 | King of Mask Singer 2019                                                          | Thí sinh                                               | MBC                                    | Tập 213 và 214 |
| 2019 | Weekly Idol                                                                       | Khách mời                                              | MBC Music                              | Tập 425 |
| 2019 | Game Dolympic 2019                                                                | Người chơi                                             | Star K                                 | |
| 2019 | STUDIO M                                                                          | Trình diễn                                             | M COUNTDOWN                            | Tập 631 So Long cover - "Hotel Del Luna" OST                                                                                        |
| 2020 | Man who grilled the meat                                                          | Khách mời                                              | Youtube chanel 제리컴퍼니              | Tập 2 Cùng với JinJin |
| 2020 | TMI News                                                                          | Khách mời                                              | Mnet                                   | Tập 46 |
| 2020 | Master in the House                                                               | Khách mời                                              | SBS                                    | Tập 125 Cùng với Cha Eun-woo. |
| 2020 | Favorite Entertainment mùa 1                                                      | Thí sinh, thành viên nhóm nhạc Trot dự án - Super Five | MBC                                    | Từ tập 2 đến tập 12 |
| 2020 | You Heeyeol’s Sketchbook                                                          | Tham gia trình diễn ca khúc "You Dont Even Know It"    | KBS                                    | Số chiếu ngày 31/07 Cùng đoàn nhạc kịch Everybody's Talking About Jamie, trình diễn chính Jo Kwon (2AM), MJ (ASTRO) và Ren (NU'EST) |
| 2020 | Immortal Songs                                                                    | Tham gia trình diễn ca khúc "Twist King"               | KBS                                    | Số chiếu ngày 22/08 Cùng đoàn nhạc kịch Everybody's Talking About Jamie, trình diễn chính Jo Kwon (2AM), Shin Yoohyup và MJ (ASTRO) |
| 2020 | Hidden Singer mùa 6                                                               | Khách mời                                              | JTBC                                   | Tập 10 Với vai trò Kim Myungjun cùng nhóm nhạc Trot Super Five                                                                      |
| 2020 | King of Mask Singer 2020                                                          | Khách mời                                              | MBC                                    | Tập 277 và 278 Cùng nhóm nhạc Trot Super Five                                                                                       |
| 2020 | Show!MusicCore                                                                    | Trình diễn sân khấu đặc biệt                           | MBC                                    | Số chiếu ngày 28/11/2020 Cùng với Hui (PENTAGON), MJ đệm đàn piano cho phần trình diễn ca khúc Boy in time của Hui                  |
| 2020 | M COUNTDOWN                                                                       | Trình diễn sân khấu đặc biệt                           | Mnet                                   | Tập 693 Cùng với Hongseok (PENTAGON), Han Seungwoo (VICTON), Kim Hyo Jin (ONF) - Cover Miracles in December của EXO                 |
| 2021 | Role Play                                                                         | Khách mời                                              | Youtube Chanel 권혁수감성              | Số chiếu ngày 7/1 |
| 2021 | Trot Fighter                                                                      | Thí sinh                                               | MBN                                    | Tập 4 Trình diễn bài hát "Why are you come out there "                                                                              |
| 2021 | Fact In Star                                                                      | MC                                                     | Youtube Chanel 팩트iN스타 Fact iN Star | |
| 2021 | Idol Room                                                                         | Khách mời                                              | Trên app U+idol                        | Tham gia cùng Rocky. MJ là thầy giáo dạy thiết kế nội thất trong nhà.                                                               |
| 2021 | What did ASTRO gift each other?                                                   | Khách mời                                              | Gems 잼스 - Geniemusic Media Studio    | Tham gia cùng Rocky và Jin Jin |
| 2021 | Bài hát dự án "NOW N NEW 2021"                                                    | Là một trong các nghệ sĩ tham gia vào dự án            | SBS Hope TV                            | Bài hát được phát hành trên kênh YouTube "1TheK" cùng các trang nhạc số của Hàn Quốc.                                               |
| 2021 | GODIVA SHOW                                                                       | Khách mời                                              |                                        | |

### Nhạc kịch
| Năm  | Tiêu đề                         | Vai diễn | Ghi chú                                                                                                |
| ---- | ------------------------------- | -------- | --- |
| 2020 | Everybody's Talking About Jamie | Jamie    | Là 1 trong 4 diễn viên thay phiên nhau đóng Jamie cùng với Jo Kwon (2AM), Shin Yoohyup và Ren (NU'EST) |
| 2021 | Jack the Ripper                 | Daniel   | Vở nhạc kịch được công diễn từ ngày 3 tháng 12 năm 2021 đến ngày 6 tháng 2 năm 2022.                   |

### Người mẫu tạp chí
| Năm  | Tạp chí        | Số phát hành | Ghi chú                                                    |
| ---- | -------------- | ------------ | ---------------------------------------------------------- |
| 2020 | Marie Claire   | Tháng 1      | Xuất hiện cùng Yoon Sanha (ASTRO)                          |
| 2020 | VOGUE          | Tháng 7      | Xuất hiện cùng Jo Kwon (2AM), Shin Yoohyup và Ren (NU'EST) |
| 2020 | THEATRE plus   | Tháng 7      | Xuất hiện cùng Jo Kwon (2AM), Shin Yoohyup và Ren (NU'EST  |
| 2020 | DAZED Magazine | Tháng 11     | Cá nhân                                                    |